# Aéroport international de Chetumal
Pour les articles homonymes, voir CTM.
L'aéroport international de Chetumal (code IATA : CTM • code OACI : MMCM • code DGAC M. : CTM) est un aéroport international situé à Chetumal, dans l'État du Quintana Roo, au Mexique. Il gère le trafic aérien national et international pour la ville de Chetumal. Il est exploité par Aeropuertos y Servicios Auxiliares, une société appartenant au gouvernement fédéral.

## Présentation
L’aéroport international de Chetumal a rejoint le réseau ASA en 1974. Il a une superficie de 230 hectares et une plate-forme pour l’aviation commerciale de 13 140 km2, adaptée aux avions Boeing 737. L’aéroport a un bureau satellite SENASICA et ses heures d’ouverture officielles sont de 7 h à 19 h.
L'aéroport a connu une croissance constante au cours des cinq dernières années, faisant double emploi avec son trafic passagers. En 2017, l'aéroport a accueilli 275 610 passagers et 321 785, en 2018.

### Agrandissement et rénovation
Le 9 octobre 2011, Aeropuertos y Servicios Auxiliares (ASA) a investi 19 millions de pesos (1,5 million USD) dans la modernisation de l'aéroport international de Chetumal en agrandissant les pistes d'atterrissage afin de laisser plus de place au trafic aérien, comme promis par le gouverneur Roberto Borge Angulo. Selon le gouverneur, la modernisation est venue dans le but d'améliorer l'infrastructure de la ville et les développements logistiques pour rendre Quintana Roo plus compétitif sur le marché national. La modernisation de l'aéroport comprenait également l'agrandissement du terminal principal.

## Situation
| \| 500 km1:6 468 000 \| Acapulco Aguascalientes Huatulco Campeche Cancún Chetumal Chihuahua Ciudad · del Carmen Ciudad Juárez Ciudad · Obregón Ciudad · Victoria Colima Cozumel Culiacán Guanajuato Durango Guadalajara Hermosillo Ixtapa · Zihuatanejo La Paz San José · del Cabo Los Mochis Matamoros Mazatlán Mérida Mexicali Mexico B.J. Mexico F.A. Minatitlán Monterrey Morelia Nuevo · Laredo Oaxaca Playa · de Oro Puebla Puerto · Escondido Puerto · Vallarta Querétaro Reynosa San Luis · Potosí Tampico Tapachula Tepic Tijuana Toluca Torreón Tuxtla Gutiérrez Uruapan Veracruz Villahermosa Zacatecas |
| 500 km1:6 468 000 |

## Compagnies aériennes et destinations

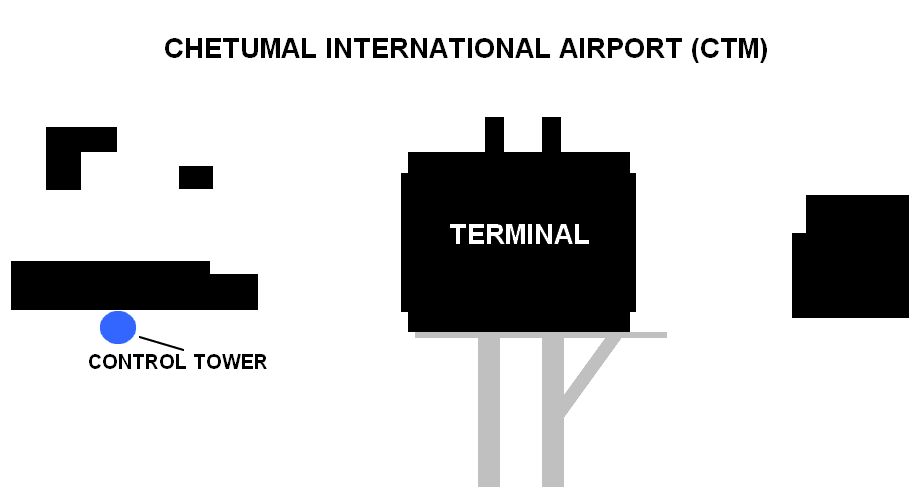
Plan du terminal.

| Compagnies | Destinations             |
| ---------- | ------------------------ |
| Interjet   | Mexico City              |
| MAYAir     | Cancún, Mérida           |
| Tropic Air | Belize City              |
| Volaris    | Guadalajara, Mexico City |

### Vols fermés
MexicanaClick a précédemment desservi cet aéroport jusqu'en 2010. Le vol de Mexicana Click à destination de Chetumal était l'un des nombreux vols annulés par la société Mexicana avant leur dépôt de bilan en 2010, ce qui avait entraîné la cessation de ses opérations le 3 août 2010. À Chetumal, Aeroméxico a tenté de reprendre les services offerts par Mexicana Click; cependant, les prix bas d'Interjet ont rendu le service d'Aeromexico vers Chetumal non rentable. Le 23 février 2013, Aeromexico a mis fin à son service vers Chetumal.
Aviacsa et VivaAerobus ont été parmi les premières compagnies aériennes low cost à desservir l'aéroport.

## Statistiques
Pour des raisons techniques, il est temporairement impossible d'afficher le graphique qui aurait dû être présenté ici.

Voir la requête brute et les sources sur Wikidata.

## Accidents et incidents
Le 6 janvier 1972, un Hawker Siddeley HS.748-230 appartenant à SAESA (Servicios Aereos Especiales Airlines) s’est écrasé peu de temps après le décollage de Chetumal en direction de Mérida, faisant cinq morts d’équipage et dix-huit passagers.